# D̦

D con coma debajo.

D̦ (minúscula: d̦) es una letra que formaba parte del alfabeto rumano para representar el sonido /z/ o /dz/ si se derivaba de una d latina (por ejemplo, d̦i, pronunciado /zi/ proviene del latín die, día). Era el equivalente de las letras cirílicas З y Ѕ.
Esta letra fue introducida por primera vez por Petru Maior en su libro de 1819 Ortographia romana sive Latino–Valachica, una cum clavis, qua penetralia originationis vocum reserantur... : " d̦ sicut Latinorum z ac cyrillicum з".
En 1844, Ioan Eliade introdujo nuevamente d̦, en su revista Curierul de ambe sexe, en sustitución de ç.
El 23 de octubre de 1858, la Eforia Instrucțiunii Publice de Valaquia emitió un decreto en el que, entre otras reglas, se adoptó por tercera vez la d̦ en lugar de la letra cirílica з. Sin embargo, la norma no se adoptaría plenamente hasta más tarde.
Tomando el asunto en sus manos, el ministro de Asuntos Internos, Ion Ghica, declaró el 8 de febrero de 1860 que quien en su orden ignorara el nuevo alfabeto de transición sería despedido.
En Moldavia, el alfabeto de transición y la letra d̦ se adoptaron mucho más tarde. En su gramática, publicada en París en 1865, Vasile Alecsandri adoptó este signo en lugar de ç, viendo la coma debajo de d como una s minúscula (la d̦ a menudo se pronunciaba /dz/, /ds/. Este también fue el caso con ș — ss y ț — ts).
La letra fue abandonada en 1904 y ya no está en uso.
Esta letra forma parte del alfabeto livónico pero en la práctica se utiliza Ḑ.

## Codificación informática
Unicode no incluye caracteres precompuestos para D̦ d̦; deben representarse con un diacrítico combinado, que puede no alinearse correctamente en algunas fuentes. Sin embargo, la secuencia de carácter base + diacrítico combinado recibe un nombre único. Si ese no es el caso, la D con cedilla (Ḑ ḑ) es por así decirlo como un sustituto como parte de los estándares Unicode, pues la apariencia visual de esa letra es prácticamente idéntica a la D̦ de la lista de códigos Unicode Consortium para Latin Extended Additional.